# Angarsk
Angarsk (en ruso: Ангарск) es una ciudad en el Óblast de Irkutsk, Rusia. Está situada en la confluencia de los ríos  Angará y Kitói, a 5150 kilómetros de Moscú. Su población era de 262.300 personas en la estimación de 2004. 
Angarsk fue fundada en 1948 como una comunidad industrial y se le concedió el estatus de ciudad el 30 de mayo de 1951. Angarsk tiene la mayor zona industrial de Asia. Incluye un complejo petroquímico y un complejo químico y electrónico. En la ciudad se encuentran el museo de relojes de Angarsk, el Museo de la Victoria y la Academia Estatal Técnica de Angarsk. Angarsk acogerá también un escaparate internacional sobre el ciclo del combustible nuclear.
En 2005, Angarsk ganó el primer premio en un concurso de envergadura nacional al mejor ritmo de desarrollo de los servicios comunales. 
La ciudad está conectada por el ferrocarril Transiberiano. El tranvía, el autobús y el jitney constituyen los medios de transporte público de la ciudad.

## Mapas

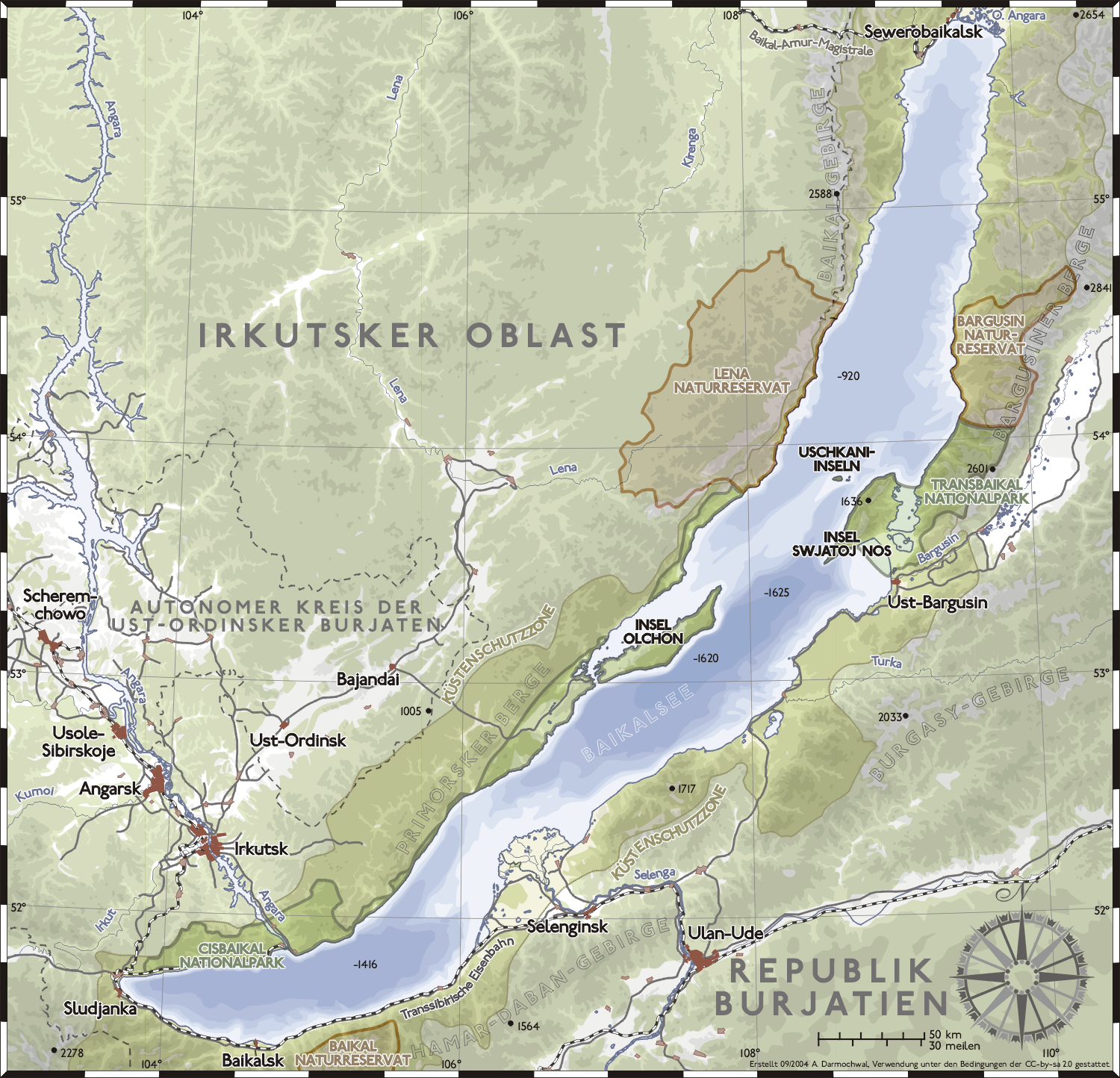
Angarsk en mapa del lago Baikal
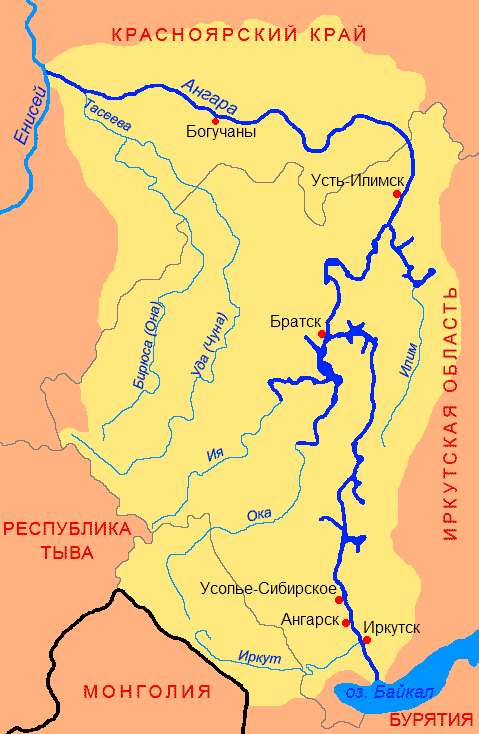
Angarsk (Ангарск) en mapa del río Angará